# Helio Castro
Helio Castro Clará (ur. 20 października 1917 w San Juan Nonualco w departamencie La Paz) – salwadorski strzelec, olimpijczyk.
Wystąpił na Letnich Igrzyskach Olimpijskich 1968, na których pojawił się w dwóch konkurencjach. Najwyższe miejsce osiągnął w strzelaniu z pistoletu szybkostrzelnego z 25 metrów, w którym był 55. zawodnikiem – był to jednak przedostatni rezultat (niżej uplasował się tylko Young Kwok Wai z Hongkongu). W karabinie małokalibrowym w trzech postawach z 50 metrów zajął 59. pozycję na 62 zawodników.
Był urzędnikiem państwowym, pracował w jednej z instytucji jako kierownik ds. wydatków.

## Wyniki olimpijskie
| Igrzyska | Konkurencja                               | Wynik                                                                              | Miejsce | Źródło |
| -------- | ----------------------------------------- | ---------------------------------------------------------------------------------- | ------- | ------ |
| IO 1968  | Karabin małokalibrowy, trzy postawy, 50 m | Leżąc – 379 punktów Klęcząc – 362 punkty Stojąc – 305 punktów Razem – 1046 punktów | 59      | [ 2 ]  |
| IO 1968  | Pistolet szybkostrzelny, 25 m             | 533 punkty (266-267)                                                               | 49      | [ 3 ]  |